# Estereocílio

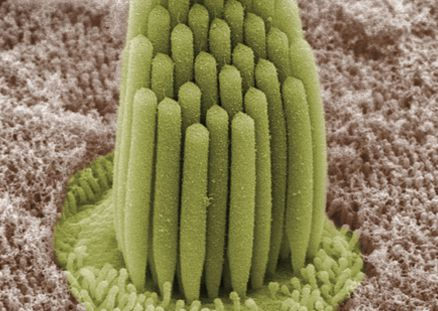
Estereocílios em células do ouvido interno de um sapo.

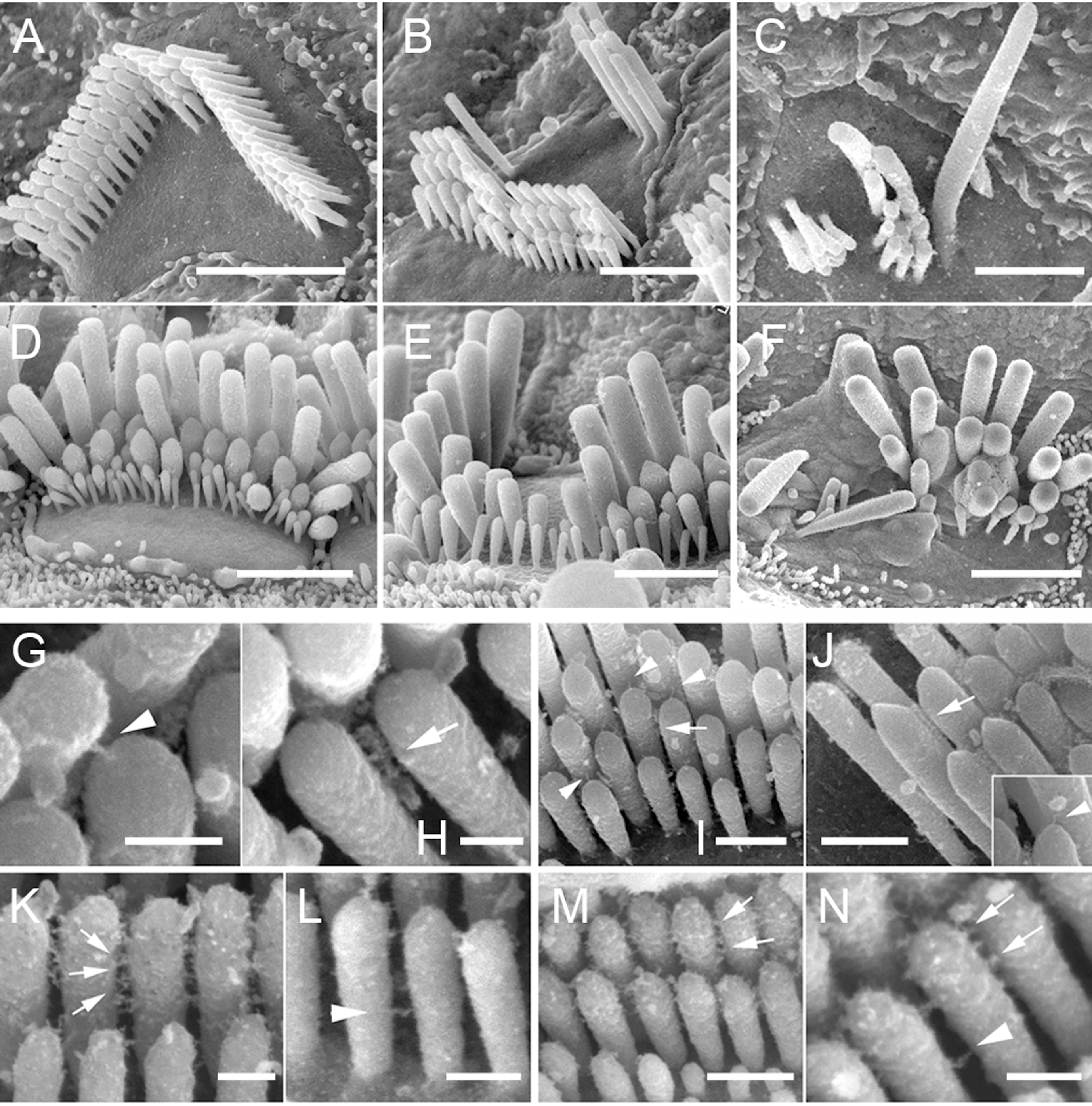
Diferentes estereocílios em ratos.

Os estereocílios são prolongamentos imóveis e longos de células que aumentam a superfície de contato da célula. Sua principal função é absorção e secreção, mas podem assumir função sensorial quando associados a cílios sensoriais (quinocílios) no ouvido interno. Podem ser encontrados no canal deferente e no epidídimo.

## Formato
Assemelham-se às microvilosidades, distinguindo destas por ramificarem-se frequentemente e apresentarem maior comprimento. São, portanto, em um certo sentido, microvilos longos e ramificados.

## Função
Os estereocílios, assim como as microvilosidades, estão presentes em células do epidídimo para aumentar a superfície de absorção. Entretanto, em vez de absorverem nutrientes, eles absorvem os restos citoplasmáticos dos espermatozoides (corpos residuais) provenientes do processo de morfo-diferenciação das espermátides em espermatozoides (espermiogênese). Tais estruturas também estão presentes nas células sensoriais (pilosas) do ouvido.

## Características
Do mesmo modo que a microvilosidades, os estereocílios são suportados pelos feixes de filamentos de actina internos, que exibem ligação cruzada pela fimbrina. Diferentemente das microvilosidades, uma molécula associada à membrana plasmática, a erzina, fixa os filamentos de actina à membrana plasmática dos estereocílios. A porção truncal do estereocílio e a protrusão celular apical contêm a molécula formadora de ponte cruzada α-actina. No epitélio sensorial, os estereocílios apresentam diâmetro uniforme e apresentam uma estrutura interna semelhante àquela dos estereocílios do ducto genital, no entanto elas não apresentam erzina e α-actina.